# Толедський кодекс

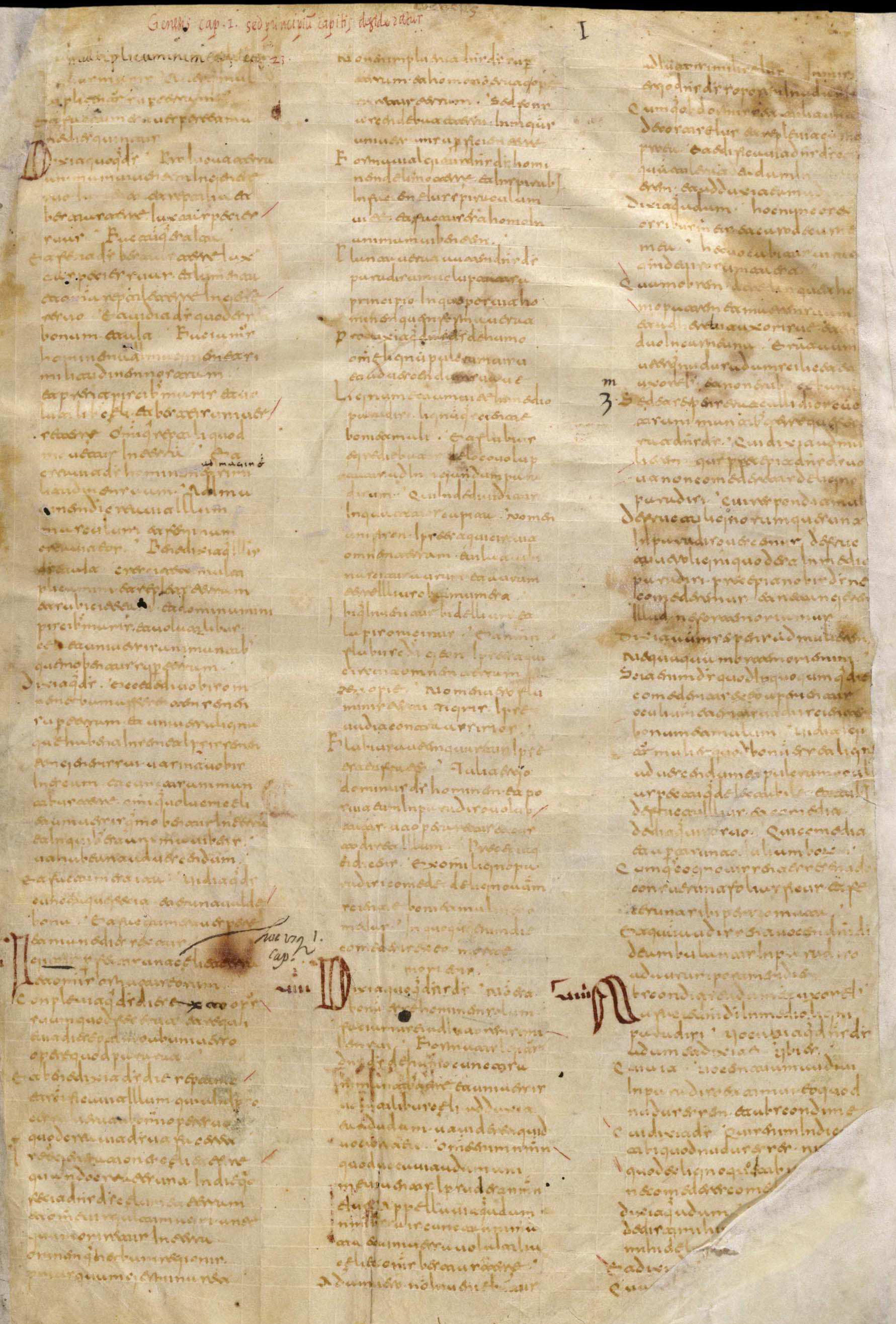
Лицьовий бік аркуша 1 Толедського кодексу

Толе́дський ко́декс (лат. Codex Toletanus, сигла T) — рукопис повної Вульгати, переписаний у X столітті в Іспанії. Зберігається в Національній бібліотеці в Мадриді (шифр MS. Tol. 2. 1).
Кодекс містить 375 пергаментних аркушів, дрібно переписаних вестготським почерком. Розмір аркуша 43,8×33 см, текст переписано в три колонки по 63 рядки. Четвероєвангеліє дослідники відносять до іспанського типу, після біблії з Кава-да-Тіррені цей рукопис вважають найважливішим документом Вульгати іспанського типу. Містить Іванову вставку (1Ів 5:7), але вона поміщена після вірша 8, як і в біблії з Кава-да-Тіррені.
Судячи з маргіналій, кодекс створено близько 988 року на замовлення Серванда Севільського, який подарував його єпископу Івану Кордовському. 1569 року Х. Паломарес використав рукопис для колації при складанні Сикстинського видання Вульгати, рукопис зіставлення міститься у Ватиканській апостольській бібліотеці (каталожне позначення Lat. 9508). Кардинал Карафа під час підготовки канонічного Сиксто-Клементинського видання не встиг одержати матеріали колації і їх не використано. Текст опублікував Джузеппе Бьянкіні 1740 року, його матеріали відтворив Мінь у Латинській патрології (том XXIX). Значення рукопису оцінив Джон Вордсворт під час підготовки Оксфордського видання Вульгати, він надав їй сиглу «Т».